# Jacodu, Mureș
Jacodu este un sat în comuna Vețca din județul Mureș, Transilvania, România.

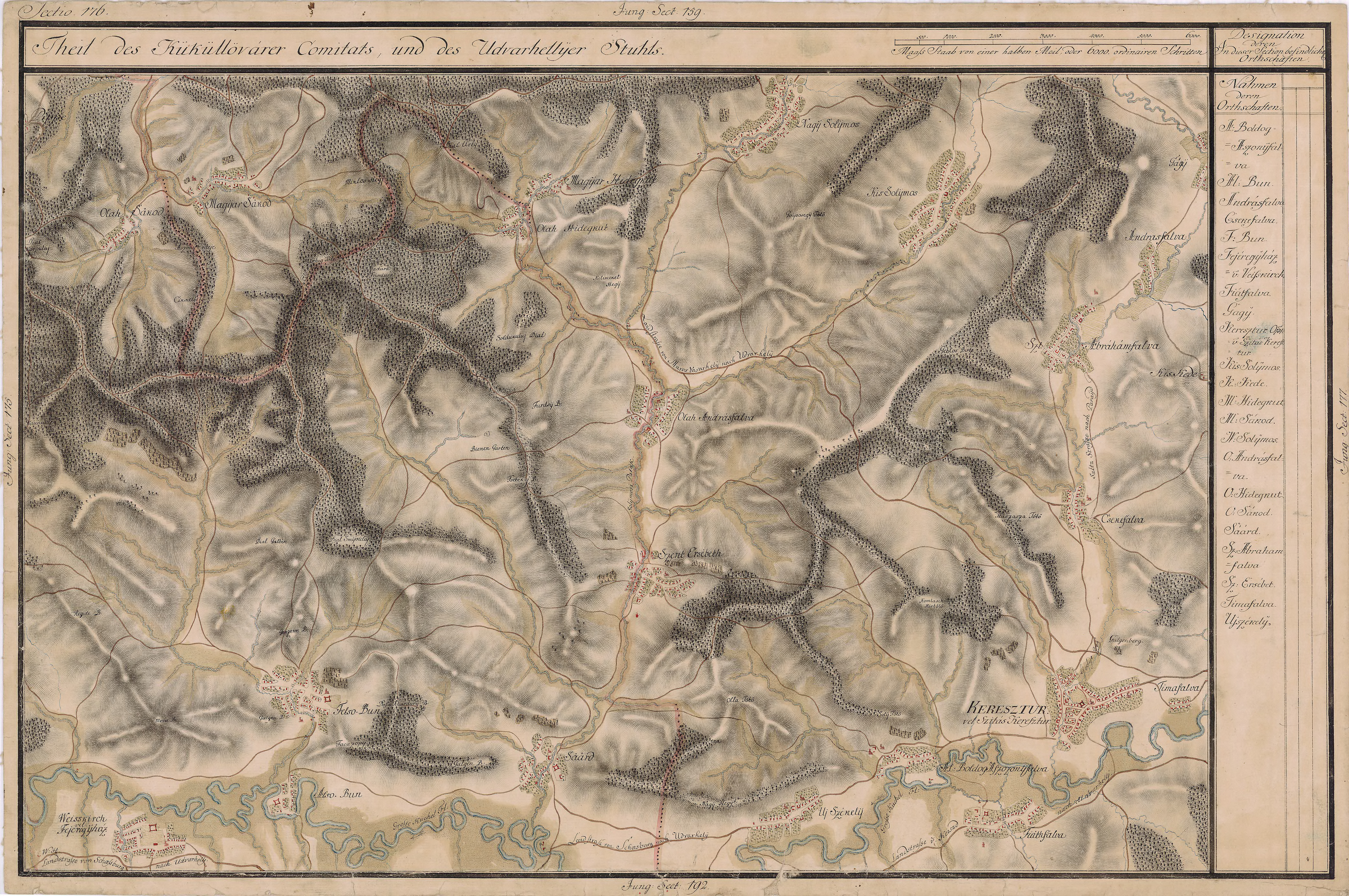
Jacodu în Harta Iosefină a Transilvaniei, 1769-73